# Conops nigriventris
Conops nigriventris är en tvåvingeart som beskrevs av Enrico Adelelmo Brunetti 1923. Conops nigriventris ingår i släktet Conops och familjen stekelflugor. Inga underarter finns listade i Catalogue of Life.